# Варезе Лигуре
Варѐзе Лѝгуре (на италиански: Varese Ligure, на местен диалект Vaize, Ваизе) е малко градче и община в северозападна Италия, провинция Специя, регион Лигурия. Разположено е на 353 m надморска височина. Населението на общината е 2092 души (към 2011 г.).